# Bovska
Bovska, właśc. Magda Grabowska-Wacławek (ur. 18 lipca 1985 w Warszawie) – polska piosenkarka, autorka tekstów, ilustratorka.

## Życiorys
Absolwentka Uniwersytetu Muzycznego Fryderyka Chopina oraz Akademii Sztuk Pięknych w Warszawie.
11 marca 2016 wydała debiutancki album studyjny pt. Kaktus, które udostępniła do sprzedaży nakładem własnym w dystrybucji Warner Music Poland. Premierę płyty poprzedziło wydanie tytułowego singla, do którego nagrała teledysk w reżyserii Nastki Gonery. 10 sierpnia singel uzyskał status złotej płyty, sprzedając się w nakładzie 10 tys. egzemplarzy, z kolei z albumem dotarła do 23. miejsca oficjalnej listy sprzedaży 
w Polsce. Także w 2016 otrzymała nominację do Europejskiej Nagrody Muzycznej MTV dla najlepszego polskiego wykonawcy. W 2017 została nominowana do Fryderyków w kategorii fonograficzny debiut roku.

## Dyskografia

### Albumy studyjne
| Rok  | Dane dot. albumu                                                                                        | Pozycja na liście |
| Rok  | Dane dot. albumu                                                                                        | POL               |
| ---- | --- | ----------------- |
| 2016 | Kaktus - Data: 11 marca 2016 - Wydawca: Bovska, Warner Music Poland - Format: CD, digital download      | 23                |
| 2017 | Pysk - Data: 31 marca 2017 - Wydawca: Bovska, Warner Music Poland - Format: CD, digital download        | 48                |
| 2018 | Kęsy - Data: 5 października 2018 - Wydawca: Bovska, Warner Music Poland - Format: CD, digital download  | _                 |
| 2020 | Sorrento - Data: 24 kwietnia 2020 - Wydawca: Bovska, Warner Music Poland - Format: CD, digital download | 46                |
| 2023 | Dzika - Data: 3 marca 2023 - Wydawca: Bovska, Agora - Format: CD, digital download, winyl               | 77                |
| 2025 | Jestem wierszem - Data: 19 września 2025 - Wydawca: Bovska - Format: CD, digital download               |                   |

### Single
| 2016                                                                                         | „Kaktus”                         | –  | – | 11 | –  | - POL: złota płyta | - POL: 10 000+ | Kaktus                                 |
| 2016                                                                                         | „Klik”                           | –  | – | –  | –  |                    |                | Kaktus                                 |
| 2016                                                                                         | „Kaktus ekstra”                  | –  | – | –  | –  |                    |                | Kaktus                                 |
| 2016                                                                                         | „Haj”                            | –  | – | –  | –  |                    |                | Pysk                                   |
| 2017                                                                                         | „Cyrk”                           | –  | – | –  | –  |                    |                | Pysk                                   |
| 2017                                                                                         | „Na niby”                        | 58 | 4 | –  | 37 |                    |                | Narzeczony na niby (ścieżka dźwiękowa) |
| 2017                                                                                         | „Autoreset”                      | –  | – | –  | –  |                    |                | Pysk                                   |
| 2018                                                                                         | „Kimchi”                         | –  | – | –  | 35 |                    |                | Kęsy                                   |
| 2018                                                                                         | „Kęsy”                           | –  | – | –  | 41 |                    |                | Kęsy                                   |
| 2018                                                                                         | „XYZ”                            | –  | – | –  | –  |                    |                | Kęsy                                   |
| 2018                                                                                         | „Lucy Phere”                     | –  | – | –  | –  |                    |                | –                                      |
| 2019                                                                                         | „Leżałam”                        | –  | – | –  | –  |                    |                | Sorrento                               |
| 2019                                                                                         | „Bedę przy Tobie”                | –  | – | 1  | 33 |                    |                | Sorrento                               |
| 2020                                                                                         | „Wujek G.”                       | –  | – | 1  | –  |                    |                | Sorrento                               |
| 2021                                                                                         | „Barometr”                       | –  | – | –  | 28 |                    |                | Dzika                                  |
| 2021                                                                                         | „Dzika”                          | –  | – | –  | –  |                    |                | Dzika                                  |
| 2022                                                                                         | „System Error”                   | –  | – | –  | –  |                    |                | Dzika                                  |
| 2022                                                                                         | „Iskry”                          | –  | – | –  | –  |                    |                | Dzika                                  |
| 2022                                                                                         | „Bałtyk”                         | –  | – | –  | –  |                    |                | Dzika                                  |
| 2022                                                                                         | „Wielka cisza”                   | –  | – | –  | –  |                    |                | Dzika                                  |
| 2023                                                                                         | „Ziemia mi się pali”             | –  | X | –  | –  |                    |                | Dzika                                  |
| 2023                                                                                         | „Stare piosenki” (oraz Lanberry) | –  | X | –  | –  |                    |                | Heca                                   |
| 2024                                                                                         | "Płonie las"                     | –  | – | –  | –  |                    |                | Jestem wierszem                        |
| 2024                                                                                         | "Nikt nie płacze wiecznie"       | –  | – | –  | –  |                    |                | Jestem wierszem                        |
| 2025                                                                                         | "Tsunami" (oraz Wiktor Dyduła)   | –  | – | –  | –  |                    |                | Jestem wierszem                        |
| 2025                                                                                         | "Dzwonisz"                       | –  | – | –  | –  |                    |                | Jestem wierszem                        |
| 2025                                                                                         | "Złota sukienka"                 | –  | – | –  | –  |                    |                | Jestem wierszem                        |
| „–” oznacza, że singel nie był notowany. „X” oznacza, że lista nie istniała w danym okresie. |                                  |    |   |    |    |                    |                |                                        |

### Muzyka filmowa
| Rok  | Tytuł            | Uwagi                                              | Źródło |
| ---- | ---------------- | -------------------------------------------------- | ------ |
| 2012 | „Poza starością” | film animowany, reżyseria: Grzegorz Wacławek       | [ 3 ]  |
| 2016 | „Podwórko”       | film animowany, reżyseria: Grzegorz Wacławek       | [ 38 ] |
| 2017 | „Na niby”        | komedia romantyczna, reżyseria: Bartek Prokopowicz |        |

### Teledyski
| Rok  | Tytuł                           | Reżyseria                        | Źródło |
| ---- | ------------------------------- | -------------------------------- | ------ |
| 2013 | „Long Way”                      | Jakub Wróblewski, Jaśmina Wójcik | [ 39 ] |
| 2016 | „The Man with an Unknown Soul”  | –                                | [ 40 ] |
| 2016 | „Kaktus”                        | Nastka Gonera                    | [ 7 ]  |
| 2016 | „Haj”                           | Nastka Gonera                    | [ 41 ] |
| 2016 | „Klik”                          | Natalia Jażdżewska, Kamil Mąka   | [ 42 ] |
| 2017 | „Cyrk”                          | Martyna Iwańska                  |        |
| 2017 | „Na niby”                       | –                                |        |
| 2019 | „Będę przy tobie”               | Marcin Kopiec                    |        |
| 2019 | „Luksus / Gdy na mnie patrzysz” | Marcin Starzecki                 |        |
| 2020 | „Wujek G.”                      | Marcin Kopiec, Bovska            | [ 43 ] |
| 2021 | „Dzika”                         | Marcin Kopiec, Bovska            | [ 43 ] |

## Nagrody i wyróżnienia
| Rok  | Nagroda                                         | Kategoria                        | Tytułem    | Nota                            | Źródło |
| ---- | ----------------------------------------------- | -------------------------------- | ---------- | ------------------------------- | ------ |
| 2013 | Yach Film 2013                                  | Zdjęcia                          | „Long Way” | Nominacja                       | [ 44 ] |
| 2016 | MTV Europe Music Awards                         | Najlepszy polski wykonawca       | Bovska     | Nominacja                       | [ 10 ] |
| 2016 | Yach Film 2016                                  | Plastyczna aranżacja przestrzeni | Bovska     | Nominacja                       |        |
| 2017 | Fryderyki 2017                                  | Fonograficzny debiut roku        | Bovska     | Nominacja                       | [ 11 ] |
| 2018 | Fryderyki 2018                                  | Album Roku Elektronika           | "Pysk"     | Nominacja                       | [ 45 ] |
| 2025 | LXII Krajowy Festiwal Piosenki Polskiej w Opolu | Konkurs Premier                  | "Dzwonisz" | Nagroda ZAiKS (Najlepszy tekst) | [ 46 ] |
| 2025 | LXII Krajowy Festiwal Piosenki Polskiej w Opolu | Nagroda Radiowej Jedynki         | "Dzwonisz" | Wygrana                         | [ 46 ] |